# Elezioni parlamentari in Corea del Sud del 2004
Le elezioni parlamentari in Corea del Sud del 2004 si tennero il 15 aprile per il rinnovo dell'Assemblea nazionale.
Esse videro la vittoria del Nostro Partito Aperto, che sosteneva il Presidente Roh Moo-hyun, successore di Kim Dae-jung; per la prima volta, un partito liberale di centrosinistra ottenne la  maggioranza parlamentare.
L'affluenza fu del 60,0%.

## Forze politiche
Il Nostro Partito Aperto (Yeollin-uri-dang) guadagnò consensi grazie alla sua opposizione all'impeachment contro il Presidente Roh Moo-hyun. Vinse 32 seggi su 49 a Seul e 44 su 62 a Incheon e Gyeonggi, confermando che la maggioranza dei votanti supportava il Presidente.
Il Grande Partito Nazionale (Hannara-dang), un partito conservatore a favore dell'impeachment contro il Presidente Roh, perse molti voti, ma ottenne una maggioranza nel Gyeongsang del nord e del sud e i 100 seggi necessari per bloccare le riforme costituzionali.
Il Partito Democratico del Lavoro ottenne solo 10 seggi, ma questa fu considerata una grande vittoria, considerando che la Corea del Sud era per tradizione un regime autoritario filoamericano, nazionalista ed anticomunista.
Il Partito Democratico del Millennio, un tempo il maggior partito liberale, era il secondo partito prima delle elezioni, ma perse consensi quando si schierò a favore dell'impeachment contro il Presidente Roh.
I Democratici Liberali Uniti, un partito regionale presente soprattutto nel Chungcheong del nord e del sud, perse moltissimi voti poiché il suo segretario, Kim Jong-pil, non aveva contestato le ultime elezioni presidenziali.

## Risultati
| Liste                             | Riepilogo nazionale | Riepilogo nazionale | Riepilogo nazionale | Seggi   | Seggi  |
| Liste                             | Voti                | %                   | Seggi               | Collegi | Totale |
| --------------------------------- | ------------------- | ------------------- | ------------------- | ------- | ------ |
| Nostro Partito Aperto             | 8.145.824           | 38,27               | 23                  | 129     | 152    |
| Grande Partito Nazionale          | 7.613.660           | 35,77               | 21                  | 100     | 121    |
| Partito Democratico del Lavoro    | 2.774.061           | 13,03               | 8                   | 2       | 10     |
| Partito Democratico del Millennio | 1.510.178           | 7,09                | 4                   | 5       | 9      |
| Democratici Liberali Uniti        | 600.462             | 2,82                | -                   | 4       | 4      |
| Partito Cristiano                 | 228.837             | 1,08                | -                   | -       | -      |
| Integrazione Nazionale 21         | 119.746             | 0,56                | -                   | 1       | 1      |
| Altri <0,50%                      | 293.216             | 1,38                | -                   | -       | -      |
| Indipendenti                      | -                   | -                   | -                   | 2       | 2      |
| Totale                            | 21.285.984          |                     | 56                  | 243     | 299    |